# Еден Азар
Еде́н Аза́р (фр. Eden Hazard; нар. 7 січня 1991, Ла-Лув'єр, Бельгія) — бельгійський футболіст, лівий вінгер збірної Бельгії. 10 жовтня 2023 року оголосив про завершення кар'єри футболіста.

## Раннє життя
Еден Азар народився в Ла-Лув'єрі, виріс у місті Брен-ле-Конт. Його мати Карін і батько Тьєррі обидва були футболістами. Його батько провів більшу частину своєї кар'єри на напівпрофесійному рівні з «Ла Лув'єром» у бельгійському другому дивізіоні. Його мати грала нападницею в першому дивізіоні бельгійського чемпіонату і перестала грати, коли була вагітна на третьому місяці. Погравши у футбол, обоє батьків стали вчителями спорту. Тьєррі звільнився з посади в 2009 році, щоб приділити більше часу своїм дітям. Еден Азар — старший із чотирьох дітей. У нього є троє братів, усі вони грають у футбол, зокрема й гравець національної збірної Бельгії Торган. Інші молодші брати — Кайлян та Ітан. Кумиром Едена Азара є Зінедін Зідан.

## Клубна кар'єра

### Лілль

#### 2011—2012

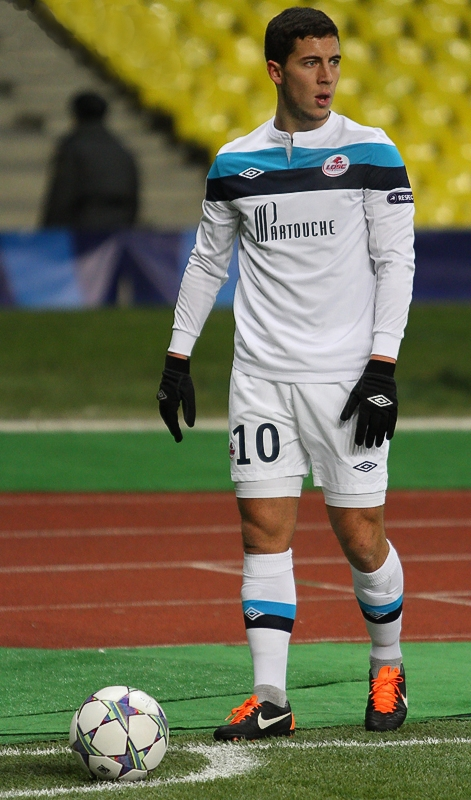
Азар подає кутовий, граючи за Лілль у 2011

Напередодні початку сезону Азар взяв собі 10 номер. У першому офіційному матчі сезону проти Марселя у рамках суперкубку Франції з футболу, забив другий гол команди. Однак згодом Марсель зумів перемогти з рахундом 4-5 та здобути титул чемпіона. 20 серпня у матчі третього туру чемпіонату зробив асист на Бенуа Педретті. Цей гол був перший, що забила команда, у переможному матчі над Каном з рахунком 2-1. Місяцем пізніше він забив два голи у виїзній перемозі над Сент-Етьєном 3-1. Чотири дні потому відбувся дебют гравця у Лізі чемпіонів УЄФА. Матч проти московського ЦСКА звершився нічиєю 2-2.
Вже в наступному матчі чемпіонату Лілль знову зіграв у нічию 2-2 з Сошо, а Азар реалізував пенальті. Три дні потому гол, забитий Азаром, врятував для Лілля нічию 1-1 проти Бордо. Матч проти Трабзонспору, що був зіграний 27 вересня, завершився з рахунком 1-1 після гольового пасу гравця на Мусса Соу. Після двохмісячної безгольової посухи Азар відзначився голом з пенальті у ворота Аяччо, реалізувавши його у стилі Антоніна Паненка. Декілька днів потому був у списку гравців, що претендували на місце у символічній збірній УЄФА за 2011 календарний рік.
В останньому матчі чемпіонату перед зимовою перервою гравець забив третій гол команди у ворота Ніцци, чим не тільки допоміг зіграти у нічию 4-4, але і покращив свій показник голів у чемпіонаті, побивши торішній рекорд. Забивши гол, Азар відсвяткував його пом'янувши колишнього гравця молодіжної академії Лілля Моламі Бокото, що помер за день до того. Відзначившись у ворота аматорського клубу Шантілі, одразу після зимової перерви, Азар записав на свій рахунок вже 9 голів, а Лілль пройшов дулі у національному кубку. Наступного місяця Лілль програв Марселю 2-0, таким чином команда Азара на той момент вже не вела боротьби за два національні кубки.
28 квітня Азар втретє підряд був номінований на нагороду «UNFP Гравець сезону». Два тижня потому здобув цю нагороду, випередивши сильних гравців, таких як Олів'є Жіру та Юнес Беланда. Це лише другий випадок в історії нагороди, щоб її здобув один гравець два сезони поспіль. Азар повторив досягнення гравця ПСЖ Паулета. Також він втретє поспіль був включений у символічну збірну турніру. 20 травня він провів свій останній матч у складі Лілля проти Нансі, команди проти він якої свого часу дебютував. У цьому матчі гравець оформив перший у кар'єрі Хет-трик, а Лілль переміг 4-1.

### Челсі

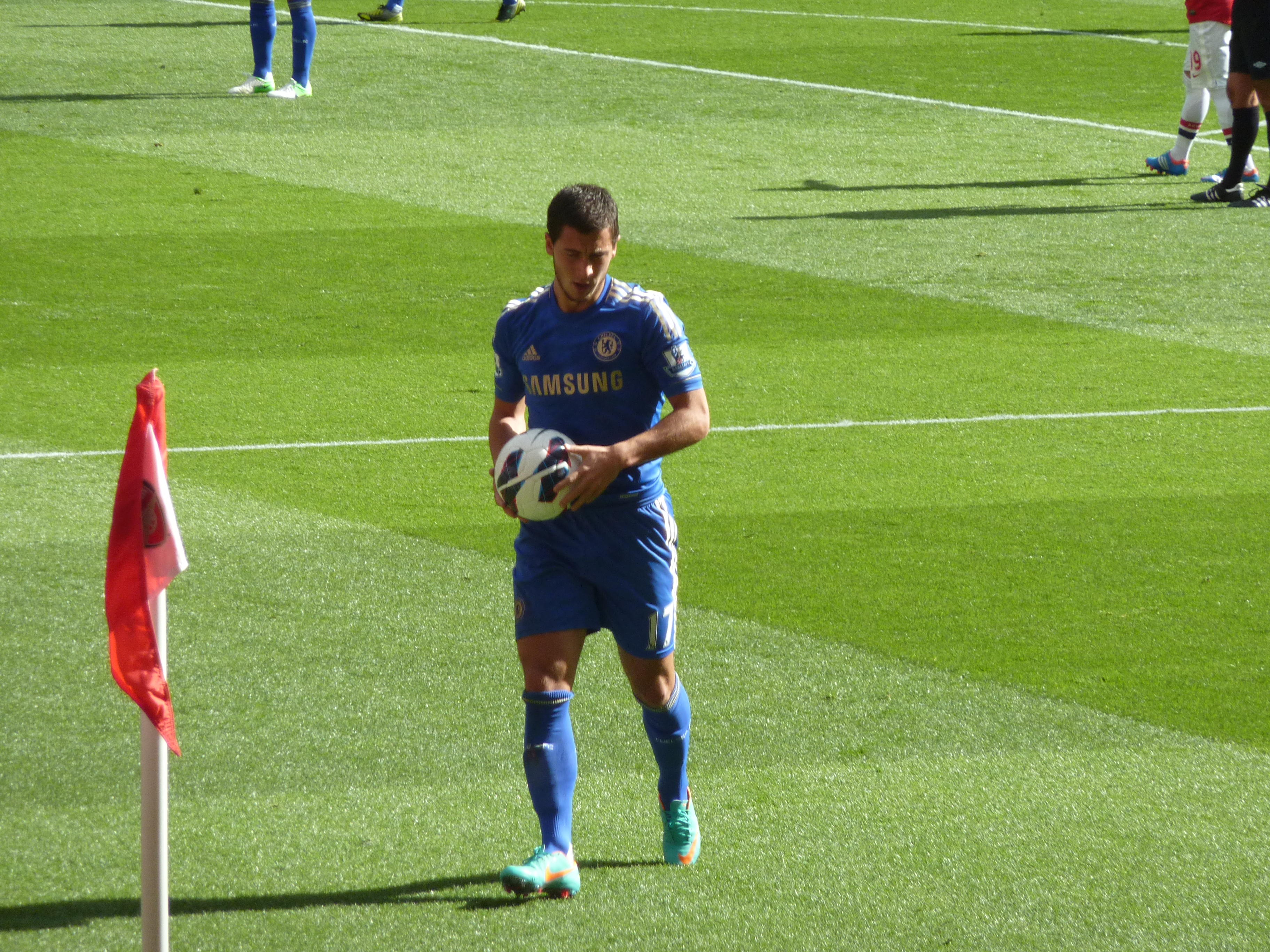
Азар йде подавати кутовий

#### 2012—2013
4 червня 2012 року Азар пройшов медогляд та узгодив умови особистого контракту з клубом Челсі . Сума склала близько 40 мільйонів євро. Цей трансфер увійшов у топ 10 (за вартістю) у чемпіонаті Англії. Гравець отримав № 17.
12 серпня 2012 року відбувся дебют за нову команду у матчі за Суперкубок Англії з футболу проти «Манчестер Сіті». «Челсі» зазнали поразки з рахунком 3-2. В чемпіонаті Англії гравець вже з першого матчу вийшов в основі проти «Вігана». Бельгієць відзначився гольовим пасом та заробленим пенальті. В наступному турі відкрив лік своїм забитим м'ячам, реалізувавши пенальті у матчі проти «Ньюкаслу». Дебютував у Лізі чемпіонів  у матчі проти «Ювентуса». Авторитетна англійська газета Гардіан поставила його на 58 місце найкращих футболістів.
23 січня трапився прикрий інцидент. У матчі кубку Ліги проти «Свонсі» вдарив ногою болл боя. Гравець це пояснив тим, що той затримував час, не віддаючи м'яча. Потім були взаємні вибачення. Гравцю було не уникнути санкцій, тому федерація дискваліфікувала його на декілька матчів. Повернувся у матчі проти «Вігану» і зразу відзначився. «Челсі» переміг 4-1.
21 лютого вийшов на заміну матчу 1/16 фіналу Ліги Європи проти «Спарти» і забив гол, що вивів його команду в наступний раунд. Забив гол у ворота «Манчестер Юнайтед» у матчі кубку Англії. Цей гол дозволив зрівняти рахунок 2-2, а отже за регламентом має бути перегравання. В ньому «Челсі» переміг 1-0 і пройшов далі. Загалом Азар забив 13 голів і віддав 26 гольових передач у всіх матчах сезону.

#### 2013—2014
Перший матч сезону був проти «Баварії» за Суперкубок УЄФА. Азар відзначився гольовою передачею і голом, але матч завершився з рахунком 2-2, а в серії пенальті «Челсі» зазнав поразки 5-4.
У жовтні був включений в список претиндентів на Золотий м'яч ФІФА, який складався з 23 осіб. 8 лютого 2014 оформив свій перший хет-трик у ворота «Ньюкасла» . Ця перемога дозволила Челсі тимчасово очолити турнірну таблицю. 8 квітня в матчі проти ПСЖ гравець отримав травму, через що і пропустив декілька турів чемпіонату, а також перший півфінальний матч з «Атлетико».
27 квітня 2014 отримав ногороду «PFA Молодий гравець року», а в боротьбі за головну нагороду «PFA Гравець року» поступився лише Луїсу Суарезу. Окрім цього, вже другий рік поспіль був включений в символічну збірну чемпіонату Англії.

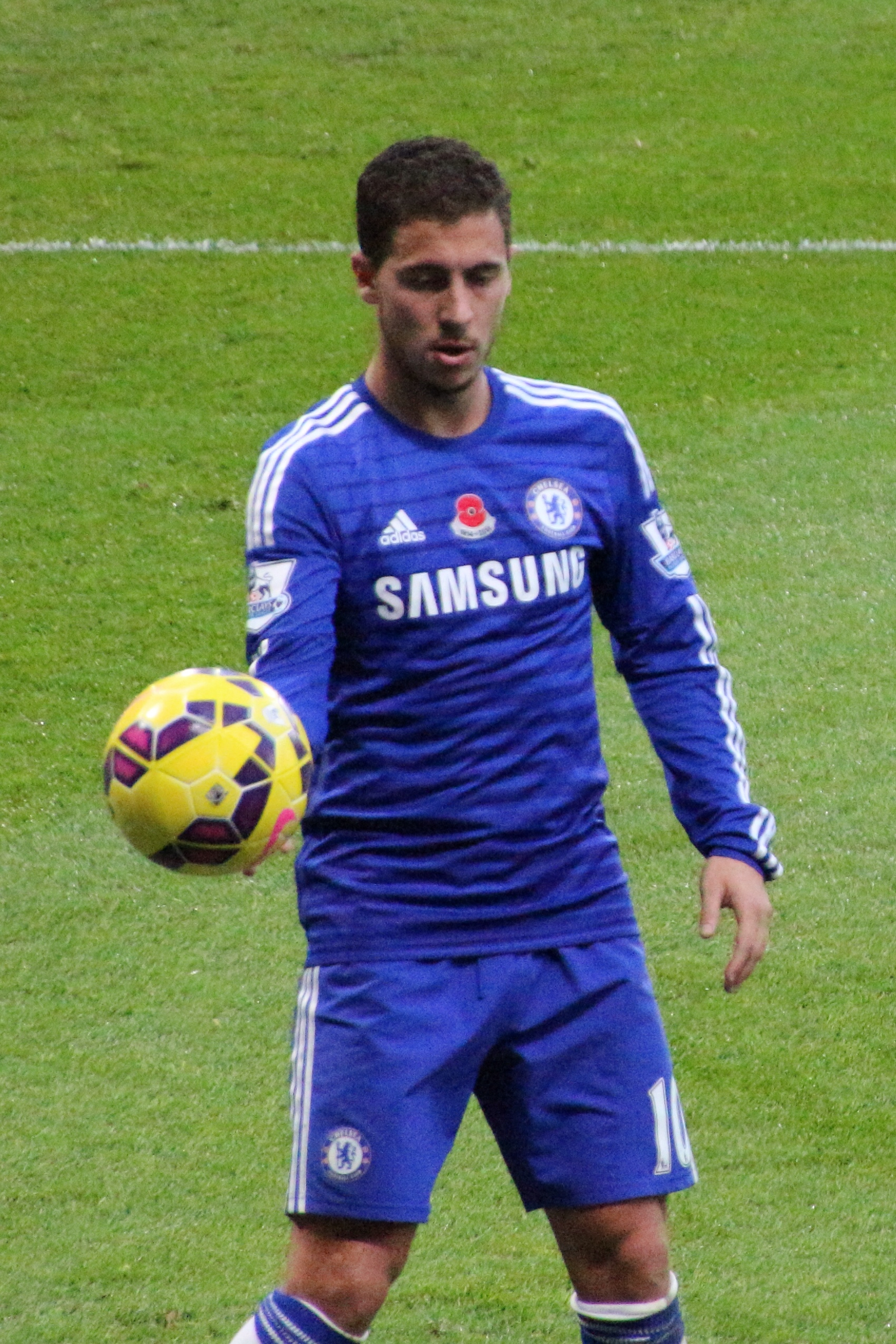
Азар в 2014

#### 2014—2015
Тьєррі Анрі про Азара 
Після того, як Хуан Мата перейшов до складу Манчестер Юнайтед, Азар забрав собі звичну десятку на спині. 5 жовтня гравець заробив пенальті у матчі проти Арсеналу, після фолу Лорана Косельні. Сем же Азар його реалізував у ворота Войцеха Щенсни. Цей гол поклав початок перемозі «синіх» з рахунком 2-0. На момент матчу Челсі був єдиною командою що не програвала у чемпіонаті. У Азара залишався 100 % показник голів з пенальті — 16 ударів та 16 голів. Він залишався єдиним гравцем у Європі, що забив 15 і більше голів з пенальті підряд.
Перший гол Азара у Лізі чемпіонів у цьому сезоні був забитий 21 жовтня у ворота Марибора з одинадцятиметрової позначки. Челсі одержав домашню перемогу 6-0. Вже у виїзному матчі у Словенії гравець заробив пенальті на 85 хвилині, однак голкіпер суперників Ясмін Ханданович відбив його, таким чином врятував для своєї доманди нічию 1-1. 13 грудня Азар відкрив рахунок у переможному для Челсі у матчі проти Халл Сіті з рахунком 2-0. Цей гол був лише другий головою у кар'єрі гравця. Цей гол був здивуванням для багатьох, навіть для тренера команди Жозе Моурінью. Після матчу він сказав: «Він забив у повітрі, я здивувався. Він стрибав багато, але зазвичай закривав свої очі. Що ж я здивувався, але гол дуже хороший.».
12 лютого підписав новий контракт з Челсі на п'ять з половиною років. Після цього гравець сказав: «Я підписав новий контракт і я дуже щасливий, бо я граю за один з найкращих клубів у світі.» 1 березня відіграв весь матч у фіналі Кубку Футбольної ліги проти Тоттенгем Готспур. Челсі переміг з рахунком 2-0.
18 квітня забив гол у ворота Манчестер Юнайтед після пасу Оскара, який виявився переможним. Вдала гра Азара дозволила йому отримати звання найкращого гравця матчу. В результаті неймовірних виступів протягом сезону його тренер Жозе Моурінью сказав, що Азар один з трьох найкращих гравців у світі. А вже 26 квітня він отримав нагороду «Футболіст року за версією футболістів ПФА» а також втретє поспіль був включений у символічну команду турніру. Наступного тижня забив єдиний гол у ворота Крістал Пелес, після добивання свого ж невдалого пенальті. Цей гол приніс клубу перше з 2010 року чемпіонство. 26 травня вболівальники Челсі вдруге поспіль обрали його найкращим гравцем сезону.

#### 2016—2017
В сезоні 2016/17 удруге став чемпіоном Англії у складі «Челсі». Окрім асистування партнерам по команді при організації атак зробив суттєвий внесок у перемогу в національній першості й на завершальній стадії атаки, забивши 16 голів у 36 матчах чемпіонату, лише на 4 менше ніж найкращий бомбардир команди у сезоні Дієго Коста.

### Реал Мадрид
7 червня 2019 року Еден Азар став футболістом мадридського «Реала», з яким уклав п'ятирічну угоду.
10 жовтня 2023 року Еден Азар оголосив про завершення кар'єри футболіста

## Кар'єра в збірній
У складі юнацької збірної Бельгії дійшов до півфіналу на домашньому чемпіонаті Європи серед юнаків до 17 років 2007 року і був останнім у групі на чемпіонаті світу того ж року в тій же віковій категорії. 19 листопада 2008 у віці 17 років дебютував у складі національної збірної країни, вийшовши на заміну в матчі з Люксембургом. В подальшому регулярно залучався до матчів національної команди, яка не могла подолати кваліфікаційний відбор на чемпіонат світу 2010.
7 жовтня 2011 забив свій перший м'яч за збірну, вразивши ворота Казахстану у відбірковому матчі чемпіонату Європи 2012 року, куди збірній Бельгії в результаті пробитися не вдалося.
Тож першим великим турніром для Азара у збірній став чемпіонаті світу 2014 року, на якому він взяв участь у всіх трьох іграх групового етапу, а також у грі 1/8 фіналі проти збірної США та програному аргентинцям чвертьфіналі.
За два роки, на Євро-2016 також був ключовим гравцем середини поля бельгійців, до того ж за відсутності травмованого Венсана Компані був обраний капітаном команди на цей турнір. Повністю провів на полі усі п'ять матчів бельгійців на першості, яку вони завершили на стадії чвертьфіналів. Забив один з чотирьох матчів своєї команди у грі проти Угорщини в 1/8 фіналу.
2018 року Азар, який на той час вже став постійним капітаном збірної Бельгії, поїхав на свою другу світову першість — тогорічний чемпіонат світу в Росії. У другій грі групового етапу проти Тунісу (5:2) став автором двох забитих голів, спочатку реалізувавши пенальті, а згодом забивши і з гри. На турнірі бельгійці сягнули стадії півфіналів, на якій поступилися майбутнім чемпіонам, збірній Франції. У грі за третє місце, в якому Бельгія здолала англійців, Азар забив свій третій м'яч на мундіалі.
24 березня 2019 року провів соту гру за збірну Бельгії, в якому забив свій 30-ий гол у її формі.

## Статистика виступів

### Статистика клубних виступів
Станом на 26 жовтня 2022 року
| Сезон                   | Команда                 | Чемпіонат               | Чемпіонат | Чемпіонат | Національний кубок | Національний кубок | Національний кубок | Континентальні кубки | Континентальні кубки | Континентальні кубки | Інші змагання | Інші змагання | Інші змагання | Усього | Усього |
| Сезон                   | Команда                 | Ліга                    | Ігор      | Голів     | Ліга               | Ігор               | Голів              | Ліга                 | Ігор                 | Голів                | Ліга          | Ігор          | Голів         | Ігор   | Голів  |
| ----------------------- | ----------------------- | ----------------------- | --------- | --------- | ------------------ | ------------------ | ------------------ | -------------------- | -------------------- | -------------------- | ------------- | ------------- | ------------- | ------ | ------ |
| 2007–08                 | «Лілль B»               | НЧ                      | 11        | 1         | -                  | -                  | -                  | -                    | -                    | -                    | -             | -             | -             | 11     | 1      |
| 2008–09                 | «Лілль B»               | НЧ                      | 2         | 0         | -                  | -                  | -                  | -                    | -                    | -                    | -             | -             | -             | 2      | 0      |
| Усього за «Лілль B»     | Усього за «Лілль B»     | Усього за «Лілль B»     | 13        | 1         |                    | -                  | -                  |                      | -                    | -                    |               | -             | -             | 13     | 1      |
| 2007–08                 | «Лілль»                 | Л1                      | 4         | 0         | КФ+КЛ              | 0+0                | 0+0                | -                    | -                    | -                    | -             | -             | -             | 4      | 0      |
| 2008–09                 | «Лілль»                 | Л1                      | 30        | 4         | КФ+КЛ              | 4+1                | 2+0                | -                    | -                    | -                    | -             | -             | -             | 35     | 6      |
| 2009–10                 | «Лілль»                 | Л1                      | 37        | 5         | КФ+КЛ              | 1+2                | 0+1                | ЛЄ                   | 12                   | 4                    | -             | -             | -             | 52     | 10     |
| 2010–11                 | «Лілль»                 | Л1                      | 38        | 7         | КФ+КЛ              | 5+2                | 3+2                | ЛЄ                   | 9                    | 0                    | -             | -             | -             | 54     | 12     |
| 2011–12                 | «Лілль»                 | Л1                      | 38        | 20        | КФ+КЛ              | 3+1                | 1+0                | ЛЧ                   | 6                    | 0                    | СФ            | 1             | 1             | 49     | 23     |
| Усього за «Лілль»       | Усього за «Лілль»       | Усього за «Лілль»       | 147       | 36        |                    | 19                 | 9                  |                      | 27                   | 4                    |               | 1             | 1             | 194    | 50     |
| 2012–13                 | «Челсі»                 | ПЛ                      | 34        | 9         | КА+КЛ              | 6+5                | 1+2                | ЛЧ+ЛЄ                | 6+7                  | 0+1                  | СА+СУ+КЧС     | 1+1+2         | 0+0+0         | 62     | 13     |
| 2013–14                 | «Челсі»                 | ПЛ                      | 35        | 14        | КА+КЛ              | 3+1                | 0+0                | ЛЧ                   | 9                    | 2                    | СУ            | 1             | 1             | 49     | 17     |
| 2014–15                 | «Челсі»                 | ПЛ                      | 38        | 14        | КА+КЛ              | 1+6                | 0+2                | ЛЧ                   | 7                    | 3                    | -             | -             | -             | 52     | 19     |
| 2015–16                 | «Челсі»                 | ПЛ                      | 31        | 4         | КА+КЛ              | 2+1                | 2+0                | ЛЧ                   | 8                    | 0                    | СА            | 1             | 0             | 43     | 6      |
| 2016–17                 | «Челсі»                 | ПЛ                      | 36        | 16        | КА+КЛ              | 4+3                | 1+0                | -                    | -                    | -                    | -             | -             | -             | 43     | 17     |
| 2017–18                 | «Челсі»                 | ПЛ                      | 34        | 12        | КА+КЛ              | 5+4                | 1+1                | ЛЧ                   | 8                    | 3                    | СА            | 0             | 0             | 51     | 17     |
| 2018–19                 | «Челсі»                 | ПЛ                      | 37        | 16        | КА+КЛ              | 2+5                | 0+3                | ЛЄ                   | 8                    | 2                    | СА            | 0             | 0             | 52     | 21     |
| Усього за «Челсі»       | Усього за «Челсі»       | Усього за «Челсі»       | 245       | 85        |                    | 48                 | 13                 |                      | 53                   | 11                   |               | 6             | 1             | 352    | 110    |
| 2019–20                 | «Реал Мадрид»           | ПД                      | 16        | 1         | КІ                 | 0                  | 0                  | ЛЧ                   | 6                    | 0                    | СІ            | 0             | 0             | 22     | 1      |
| 2020–21                 | «Реал Мадрид»           | ПД                      | 14        | 3         | КІ                 | 1                  | 0                  | ЛЧ                   | 5                    | 1                    | СІ            | 1             | 0             | 21     | 4      |
| 2021–22                 | «Реал Мадрид»           | ПД                      | 18        | 1         | КІ                 | 2                  | 1                  | ЛЧ                   | 3                    | -0                   | СІ            | 0             | 0             | 23     | 1      |
| 2022–23                 | «Реал Мадрид»           | ПД                      | 3         | 0         | КІ                 | 0                  | 0                  | ЛЧ                   | 3                    | 1                    | СУ+СІ+КЧС     | 0             | 0             | 6      | 1      |
| Усього за «Реал Мадрид» | Усього за «Реал Мадрид» | Усього за «Реал Мадрид» | 51        | 4         |                    | 3                  | 1                  |                      | 17                   | 2                    |               | 1             | 0             | 72     | 7      |
| Усього за кар'єру       | Усього за кар'єру       | Усього за кар'єру       | 456       | 126       |                    | 70                 | 23                 |                      | 97                   | 18                   |               | 8             | 2             | 631    | 169    |

### Статистика виступів за збірну
Станом на 11 червня 2019 року
| Дата       | Місто            | Господарі            | Результат  | Гості                | Турнір                                    | Голи | Примітки      |
| ---------- | ---------------- | -------------------- | ---------- | -------------------- | ----------------------------------------- | ---- | ------------- |
| 19-11-2008 | Люксембург       | Люксембург           | 1 – 1      | Бельгія              | товариський матч                          | -    | 67'           |
| 11-2-2009  | Генк             | Бельгія              | 2 – 0      | Словенія             | товариський матч                          | -    | 59'           |
| 28-3-2009  | Генк             | Бельгія              | 2 – 4      | Боснія і Герцеговина | Відбір до ЧС 2010                         | -    | 46'           |
| 1-4-2009   | Зениця           | Боснія і Герцеговина | 2 – 1      | Бельгія              | Відбір до ЧС 2010                         | -    | 73'           |
| 12-8-2009  | Тепліце          | Чехія                | 3 – 1      | Бельгія              | товариський матч                          | -    | 68'           |
| 5-9-2009   | Ла-Корунья       | Іспанія              | 5 – 0      | Бельгія              | Відбір до ЧС 2010                         | -    | 58'           |
| 9-9-2009   | Єреван           | Вірменія             | 2 – 1      | Бельгія              | Відбір до ЧС 2010                         | -    | 71'           |
| 10-10-2009 | Брюссель         | Бельгія              | 2 – 0      | Туреччина            | Відбір до ЧС 2010                         | -    | 74'           |
| 14-11-2009 | Гент             | Бельгія              | 3 – 0      | Угорщина             | товариський матч                          | -    |               |
| 17-11-2009 | Седан (місто)    | Катар                | 0 – 2      | Бельгія              | товариський матч                          | -    | 70'           |
| 3-3-2010   | Брюссель         | Бельгія              | 0 – 1      | Хорватія             | товариський матч                          | -    | 77'           |
| 19-5-2010  | Брюссель         | Бельгія              | 2 – 1      | Болгарія             | товариський матч                          | -    |               |
| 11-8-2010  | Турку            | Фінляндія            | 1 – 0      | Бельгія              | товариський матч                          | -    |               |
| 3-9-2010   | Брюссель         | Бельгія              | 0 – 1      | Німеччина            | Відбір до ЧЄ 2012                         | -    | 73'           |
| 7-9-2010   | Стамбул          | Туреччина            | 3 – 2      | Бельгія              | Відбір до ЧЄ 2012                         | -    | 82'           |
| 12-10-2010 | Брюссель         | Бельгія              | 4 – 4      | Австрія              | Відбір до ЧЄ 2012                         | -    | 81'           |
| 17-11-2010 | Воронеж          | Росія                | 0 – 2      | Бельгія              | товариський матч                          | -    | 48' — 90+1'   |
| 9-2-2011   | Гент             | Бельгія              | 1 – 1      | Фінляндія            | товариський матч                          | -    | 82'           |
| 29-3-2011  | Брюссель         | Бельгія              | 4 – 1      | Швеція               | Відбір до ЧЄ 2012                         | -    | 64'           |
| 3-6-2011   | Брюссель         | Бельгія              | 1 – 1      | Туреччина            | Відбір до ЧЄ 2012                         | -    | 60'           |
| 2-9-2011   | Баку             | Азербайджан          | 1 – 1      | Бельгія              | Відбір до ЧЄ 2012                         | -    |               |
| 6-9-2011   | Брюссель         | Бельгія              | 1 – 0      | США                  | товариський матч                          | -    | 63'           |
| 7-10-2011  | Брюссель         | Бельгія              | 4 – 1      | Казахстан            | Відбір до ЧЄ 2012                         | 1    | 63'           |
| 11-10-2011 | Дюссельдорф      | Німеччина            | 3 – 1      | Бельгія              | Відбір до ЧЄ 2012                         | -    |               |
| 15-11-2011 | Сен-Дені         | Франція              | 0 – 0      | Бельгія              | товариський матч                          | -    |               |
| 29-2-2012  | Іракліон         | Греція               | 1 – 1      | Бельгія              | товариський матч                          | -    | 46'           |
| 25-5-2012  | Брюссель         | Бельгія              | 2 – 2      | Чорногорія           | товариський матч                          | 1    |               |
| 2-6-2012   | Лондон           | Англія               | 1 – 0      | Бельгія              | товариський матч                          | -    |               |
| 15-8-2012  | Брюссель         | Бельгія              | 4 – 2      | Нідерланди           | товариський матч                          | -    | 58'           |
| 7-9-2012   | Кардіфф          | Уельс                | 0 – 2      | Бельгія              | Відбір до ЧС 2014                         | -    |               |
| 11-9-2012  | Брюссель         | Бельгія              | 1 – 1      | Хорватія             | Відбір до ЧС 2014                         | -    |               |
| 12-10-2012 | Белград          | Сербія               | 0 – 3      | Бельгія              | Відбір до ЧС 2014                         | -    | 55'           |
| 16-10-2012 | Брюссель         | Бельгія              | 2 – 0      | Шотландія            | Відбір до ЧС 2014                         | -    | 46'           |
| 6-2-2013   | Брюгге           | Бельгія              | 2 – 1      | Словаччина           | товариський матч                          | 1    |               |
| 22-3-2013  | Скоп'є           | Північна Македонія   | 0 – 2      | Бельгія              | Відбір до ЧС 2014                         | 1    |               |
| 26-3-2013  | Брюссель         | Бельгія              | 1 – 0      | Північна Македонія   | Відбір до ЧС 2014                         | 1    | 90'           |
| 7-6-2013   | Брюссель         | Бельгія              | 2 – 1      | Сербія               | Відбір до ЧС 2014                         | -    | 64'           |
| 14-8-2013  | Брюссель         | Бельгія              | 0 – 0      | Франція              | товариський матч                          | -    | 74'           |
| 11-10-2013 | Загреб           | Хорватія             | 1 – 2      | Бельгія              | Відбір до ЧС 2014                         | -    |               |
| 15-10-2013 | Брюссель         | Бельгія              | 1 – 1      | Уельс                | Відбір до ЧС 2014                         | -    | 58'           |
| 14-11-2013 | Брюссель         | Бельгія              | 0 – 2      | Колумбія             | товариський матч                          | -    | 66'           |
| 19-11-2013 | Брюссель         | Бельгія              | 2 – 3      | Японія               | товариський матч                          | -    | 46'           |
| 5-3-2014   | Брюссель         | Бельгія              | 2 – 2      | Кот-д'Івуар          | товариський матч                          | -    | 62'           |
| 26-5-2014  | Генк             | Бельгія              | 5 – 1      | Люксембург           | товариський матч                          | -    | 46'           |
| 1-6-2014   | Стокгольм        | Швеція               | 0 – 2      | Бельгія              | товариський матч                          | 1    | 79'           |
| 7-6-2014   | Брюссель         | Бельгія              | 1 – 0      | Туніс                | товариський матч                          | -    | 74'           |
| 17-6-2014  | Белу-Оризонті    | Алжир                | 1 – 2      | Бельгія              | ЧС 2014 - груповий етап                   | -    |               |
| 22-6-2014  | Ріо-де-Жанейро   | Бельгія              | 1 – 0      | Росія                | ЧС 2014 - груповий етап                   | -    |               |
| 26-6-2014  | Сан-Паулу        | Південна Корея       | 0 – 1      | Бельгія              | ЧС 2014 - груповий етап                   | -    | 88'           |
| 1-7-2014   | Сальвадор        | США                  | 1 – 2 д.ч. | Бельгія              | ЧС 2014 - 1/8 фіналу                      | -    | 111'          |
| 5-7-2014   | Бразиліа         | Аргентина            | 1 – 0      | Бельгія              | ЧС 2014 - чвертьфінал                     | -    | 53' — 75'     |
| 13-10-2014 | Зениця           | Боснія і Герцеговина | 1 – 1      | Бельгія              | Відбір до ЧЄ 2016                         | -    |               |
| 12-11-2014 | Брюссель         | Бельгія              | 3 – 1      | Ісландія             | товариський матч                          | -    | 46'           |
| 16-11-2014 | Брюссель         | Бельгія              | 0 – 0      | Уельс                | Відбір до ЧЄ 2016                         | -    |               |
| 28-3-2015  | Брюссель         | Бельгія              | 5 – 0      | Кіпр                 | Відбір до ЧЄ 2016                         | 1    | 69'           |
| 31-3-2015  | Єрусалим         | Ізраїль              | 0 – 1      | Бельгія              | Відбір до ЧЄ 2016                         | -    | 63'           |
| 7-6-2015   | Сен-Дені         | Франція              | 3 – 4      | Бельгія              | товариський матч                          | 1    | кап.          |
| 12-6-2015  | Кардіфф          | Уельс                | 1 – 0      | Бельгія              | Відбір до ЧЄ 2016                         | -    | кап.          |
| 3-9-2015   | Брюссель         | Бельгія              | 3 – 1      | Боснія і Герцеговина | Відбір до ЧЄ 2016                         | 1    |               |
| 6-9-2015   | Нікосія          | Кіпр                 | 0 – 1      | Бельгія              | Відбір до ЧЄ 2016                         | 1    |               |
| 10-10-2015 | Андорра-ла-Велья | Андорра              | 1 – 4      | Бельгія              | Відбір до ЧЄ 2016                         | 1    | кап. - 79'    |
| 13-10-2015 | Брюссель         | Бельгія              | 3 – 1      | Ізраїль              | Відбір до ЧЄ 2016                         | 1    |               |
| 13-11-2015 | Брюссель         | Бельгія              | 3 – 1      | Італія               | товариський матч                          | -    | кап.          |
| 28-5-2016  | Лансі            | Швейцарія            | 1 – 2      | Бельгія              | товариський матч                          | -    | кап.          |
| 1-6-2016   | Брюссель         | Бельгія              | 1 – 1      | Фінляндія            | товариський матч                          | -    | кап.          |
| 5-6-2016   | Брюссель         | Бельгія              | 3 – 2      | Норвегія             | товариський матч                          | 1    | кап. - 84'    |
| 13-6-2016  | Ліон             | Бельгія              | 0 – 2      | Італія               | ЧЄ 2016 - груповий етап                   | -    | кап.          |
| 18-6-2016  | Бордо            | Бельгія              | 3 – 0      | Ірландія             | ЧЄ 2016 - груповий етап                   | -    | кап.          |
| 22-6-2016  | Ніцца            | Швеція               | 0 – 1      | Бельгія              | ЧЄ 2016 - груповий етап                   | -    | кап. - 90'+3' |
| 26-6-2016  | Тулуза           | Угорщина             | 0 – 4      | Бельгія              | ЧЄ 2016 - 1/8 фіналу                      | 1    | кап. - 81'    |
| 1-7-2016   | Лілль            | Уельс                | 3 – 1      | Бельгія              | ЧЄ 2016 - чвертьфінал                     | -    | кап.          |
| 1-9-2016   | Брюссель         | Бельгія              | 0 – 2      | Іспанія              | товариський матч                          | -    | кап.          |
| 6-9-2016   | Нікосія          | Кіпр                 | 0 – 3      | Бельгія              | Відбір до ЧС 2018                         | -    | кап.          |
| 7-10-2016  | Брюссель         | Бельгія              | 4 – 0      | Боснія і Герцеговина | Відбір до ЧС 2018                         | 1    | кап. - 87'    |
| 10-10-2016 | Фару             | Гібралтар            | 0 – 6      | Бельгія              | Відбір до ЧС 2018                         | 1    | кап.          |
| 9-11-2016  | Амстердам        | Нідерланди           | 1 – 1      | Бельгія              | товариський матч                          | -    | кап.          |
| 13-11-2016 | Брюссель         | Бельгія              | 8 – 1      | Естонія              | Відбір до ЧС 2018                         | 1    | кап. - 73'    |
| 31-8-2017  | Льєж             | Бельгія              | 9 – 0      | Гібралтар            | Відбір до ЧС 2018                         | 1    | кап. - 77'    |
| 3-9-2017   | Афіни            | Греція               | 1 – 2      | Бельгія              | Відбір до ЧС 2018                         | -    | 74'           |
| 7-10-2017  | Сараєво          | Боснія і Герцеговина | 3 – 4      | Бельгія              | Відбір до ЧС 2018                         | -    | кап.          |
| 10-10-2017 | Брюссель         | Бельгія              | 4 – 0      | Кіпр                 | Відбір до ЧС 2018                         | 2    | 77'           |
| 10-11-2017 | Брюссель         | Бельгія              | 3 – 3      | Мексика              | товариський матч                          | 1    | кап. 85'      |
| 27-3-2018  | Брюссель         | Бельгія              | 4 – 0      | Саудівська Аравія    | товариський матч                          | -    | 59'           |
| 2-6-2018   | Брюссель         | Бельгія              | 0 – 0      | Португалія           | товариський матч                          | -    | 80'           |
| 6-6-2018   | Брюссель         | Бельгія              | 3 – 0      | Єгипет               | товариський матч                          | 1    | кап. 46'      |
| 11-6-2018  | Брюссель         | Бельгія              | 4 – 1      | Коста-Рика           | товариський матч                          | -    | 70'           |
| 18-6-2018  | Сочі             | Бельгія              | 3 – 0      | Панама               | ЧС 2018 - груповий етап                   | -    | кап.          |
| 23-6-2018  | Москва           | Бельгія              | 5 – 2      | Туніс                | ЧС 2018 - груповий етап                   | 2    | кап., 68'     |
| 2-7-2018   | Ростов-на-Дону   | Бельгія              | 3 – 2      | Японія               | ЧС 2018 - 1/8 фіналу                      | -    | кап.          |
| 6-7-2018   | Казань           | Бразилія             | 1 – 2      | Бельгія              | ЧС 2018 - чвертьфінал                     | -    |               |
| 10-7-2018  | Санкт-Петербург  | Франція              | 1 – 0      | Бельгія              | ЧС 2018 - півфінал                        | -    | 63'           |
| 14-7-2018  | Санкт-Петербург  | Бельгія              | 2 – 0      | Англія               | ЧС 2018 - матч за 3-тє місце              | 1    |               |
| 7-9-2018   | Глазго           | Шотландія            | 0 – 4      | Бельгія              | товариський матч                          | 1    | 56'           |
| 11-9-2018  | Рейк'явік        | Ісландія             | 0 – 3      | Бельгія              | Ліга націй УЄФА 2018—2019 - груповий етап | 1    | 89'           |
| 12-10-2018 | Брюссель         | Бельгія              | 2 – 1      | Швейцарія            | Ліга націй УЄФА 2018—2019 - груповий етап | -    | кап.          |
| 16-10-2018 | Брюссель         | Бельгія              | 1 – 1      | Нідерланди           | товариський матч                          | -    | кап. 46'      |
| 15-11-2018 | Брюссель         | Бельгія              | 2 – 0      | Ісландія             | Ліга націй УЄФА 2018—2019 - груповий етап | -    | кап. 75'      |
| 18-11-2018 | Люцерн           | Швейцарія            | 5 – 2      | Бельгія              | Ліга націй УЄФА 2018—2019 - груповий етап | -    | кап.          |
| 21-3-2019  | Брюссель         | Бельгія              | 3 – 1      | Росія                | Відбір до ЧЄ 2020                         | 2    | кап.          |
| 24-3-2019  | Нікосія          | Кіпр                 | 0 – 2      | Бельгія              | Відбір до ЧЄ 2020                         | 1    | кап.          |
| 8–6-2019   | Брюссель         | Бельгія              | 3 – 0      | Казахстан            | Відбір до ЧЄ 2020                         | -    | кап.          |
| 11-6-2019  | Брюссель         | Бельгія              | 3 – 0      | Шотландія            | Відбір до ЧЄ 2020                         | -    | кап.          |
| 10-10-2019 | Брюссель         | Бельгія              | 9 – 0      | Сан-Марино           | Відбір до ЧЄ 2020                         | -    | кап. 63'      |
| 13-10-2019 | Астана           | Казахстан            | 0 – 2      | Бельгія              | Відбір до ЧЄ 2020                         | -    | кап.          |
| 16-11-2019 | Санкт-Петербург  | Росія                | 1 – 4      | Бельгія              | Відбір до ЧЄ 2020                         | 2    | кап.          |
| 19-11-2019 | Брюссель         | Бельгія              | 6 – 1      | Кіпр                 | Відбір до ЧЄ 2020                         | -    | кап. 64'      |
| 6-6-2021   | Брюссель         | Бельгія              | 1 – 0      | Хорватія             | товариський матч                          | -    | 81'           |
| 12-6-2021  | Санкт-Петербург  | Бельгія              | 3 – 0      | Росія                | ЧЄ 2020 - груповий етап                   | -    | 72'           |
| 17-6-2021  | Копенгаген       | Данія                | 1 – 2      | Бельгія              | ЧЄ 2020 - груповий етап                   | -    | 59'           |
| 21-6-2021  | Санкт-Петербург  | Фінляндія            | 0 – 2      | Бельгія              | ЧЄ 2020 - груповий етап                   | -    | кап.          |
| 27-6-2021  | Севілья          | Бельгія              | 1 – 0      | Португалія           | ЧЄ 2020 - 1/8 фіналу                      | -    | кап. 87'      |
| 2-9-2021   | Таллінн          | Естонія              | 2 – 5      | Бельгія              | Відбір до ЧС 2022                         | -    | кап. 74'      |
| 5-9-2021   | Брюссель         | Бельгія              | 3 – 0      | Чехія                | Відбір до ЧС 2022                         | 1    | кап. 73'      |
| 8-9-2021   | Казань           | Білорусь             | 0 – 1      | Бельгія              | Відбір до ЧС 2022                         | -    | 60'           |
| 7-10-2021  | Турин            | Бельгія              | 2 – 3      | Франція              | Ліга націй УЄФА 2020—2021 - півфінал      | -    | кап. 74'      |
| 13-11-2021 | Брюссель         | Бельгія              | 3 – 1      | Естонія              | Відбір до ЧС 2022                         | -    | кап. 62'      |
| 3-6-2022   | Брюссель         | Бельгія              | 1 – 4      | Нідерланди           | Ліга націй УЄФА 2022—2023 - груповий етап | -    | кап. 46'      |
| 8-6-2022   | Брюссель         | Бельгія              | 6 – 1      | Польща               | Ліга націй УЄФА 2022—2023 - груповий етап | -    | кап. 66'      |
| 11-6-2022  | Кардіфф          | Уельс                | 1 – 1      | Бельгія              | Ліга націй УЄФА 2022—2023 - груповий етап | -    | 72'           |
| 14-6-2022  | Варшава          | Польща               | 0 – 1      | Бельгія              | Ліга націй УЄФА 2022—2023 - груповий етап | -    | кап. 67'      |
| 22-9-2022  | Брюссель         | Бельгія              | 2 – 1      | Уельс                | Ліга націй УЄФА 2022—2023 - груповий етап | -    | кап. 65'      |
| 25-9-2022  | Амстердам        | Нідерланди           | 1 – 0      | Бельгія              | Ліга націй УЄФА 2022—2023 - груповий етап | -    | кап. 64'      |
| 18-11-2022 | Ель-Кувейт       | Бельгія              | 1 – 2      | Єгипет               | товариський матч                          | -    | кап. 71'      |
| 23-11-2022 | Ер-Раян          | Бельгія              | 1 – 0      | Канада               | ЧС 2022 - груповий етап                   | -    | кап. 62'      |
| 27-11-2022 | Доха             | Бельгія              | 0 – 2      | Марокко              | ЧС 2022 - груповий етап                   | -    | 61'           |
| Усього     |                  | Матчів (4 місце)     | 125        |                      | Голів (2 місце)                           | 33   |               |

## Досягнення

### Командні
«Лілль»
- Чемпіон Франції (1): 2010-11
- Володар кубка Франції (1): 2010-11

 «Челсі»
- Чемпіон Англії (2): 2014–15, 2016–17
- Володар кубку Футбольної ліги (1): 2014-15
- Володар кубка Англії (1): 2017–18
- Переможець Ліги Європи УЄФА (2): 2012-13, 2018–19

 «Реал Мадрид»
- Володар Суперкубка Іспанії (2): 2019, 2021
- Чемпіон Іспанії (2): 2019-20, 2021-22
- Переможець Ліги Чемпіонів УЄФА (1): 2021-22
- Володар Суперкубка УЄФА (1): 2022
- Переможець Клубного чемпіонату світу (1): 2022
- Володар кубка Іспанії (1): 2022–23

 Бельгія
- Бронзовий призер чемпіонату світу: 2018

### Особисті
- Збірна Світу ФІФА (2): 2018, 2019
- Срібний м'яч Чемпіонату світу (1): 2018
- Найкращий гравець Ліги Європи УЄФА (1): 2018—2019
- Трофей Браво (1): 2011
- Найкращий гравець Ліги 1 (2): 2010–2011, 2011–2012
- Найкращий молодий гравець Ліги 1 (2): 2008–2009, 2009–2010
- Команда сезону Ліги 1 (3): 2009–2010, 2010–2011, 2011–2012
- Футболіст року за версією футболістів ПФА (1): 2014—2015
- Молодий футболіст року за версією футболістів ПФА (1): 2013—2014
- Команда року за версією футболістів ПФА (3):2012—2013, 2013—2014, 2014—2015
- Футболіст року за версією АФЖ (1): 2014—2015
- Гравець сезону англійської Прем'єр-ліги (1): 2014—2015
- Гравець сезону в Челсі (2):2013—2014, 2014—2015

## Особисте життя
Е. Азар одружений з Наташею Ван Хонакер. У них є троє дітей: Яніс (2010 р. н.), Лео (2013 р. н.), Самі (2015 р. н.). 